# Synkron (historia)
Ett synkront perspektiv tar ej hänsyn till historia utan bara till vad som existerar vid en viss tidpunkt. Detta som kontrast till ett diakront perspektiv, där man koncentrerar sig på utvecklingen till det som idag existerar.
Något som sker parallellt och vid exakt samma ögonblick (ofta upprepande). Motsats är något som är asynkront.
Motsättningen synkron(isk): diakron(isk) har spelat stor roll inom lingvistikens historia. Förtjänsten av att ha framhållit vikten av det synkroniska perspektivet i språkforskningen, alltså att man bör studera språket som ett system (en struktur), fungerande vid en viss tidpunkt, kan tillskrivas en bestämd person, Ferdinand de Saussure.